# Seppo Eichkorn
Josef „Seppo“ Eichkorn (* 16. September 1956 in Radolfzell am Bodensee) ist ein deutscher Fußballtrainer und Scout.

## Spielerkarriere
Eichkorn spielte aktiv Fußball bei SV Gallmannsweil, Borussia Kalk, BC Efferen und SV Hürth-Kendenich.

## Trainerkarriere
1983 begann er seine Trainerlaufbahn, als er Spielertrainer beim SV Hürth-Kendenich wurde. Bis 1985 hatte er diesen Posten inne.
Ab dem 12. November 1987 arbeitete Eichkorn für den FC St. Pauli, zunächst als Co-Trainer von Helmut Schulte. In der Saison 1987/88 schaffte er mit dem FC St. Pauli den Aufstieg in die Fußball-Bundesliga, wo man zwei Jahre in Folge die Klasse halten konnte. Da die Saison 1990/91 nicht mehr so gut lief, wurde Schulte im Januar 1991 entlassen. Dessen Nachfolger Horst Wohlers, unter dem Eichkorn Co-Trainer blieb, konnte den Abstieg aber ebenfalls nicht verhindern. Nachdem im Folgejahr auch der angestrebte Wiederaufstieg verspielt worden war, wurde Wohlers im März 1992 entlassen, und Eichkorn übernahm den Trainerposten bis zum Saisonende. Zur Saison 1992/93 übernahm Michael Lorkowski den Trainerposten, Eichkorn wurde wieder Co-Trainer. Erst nach Lorkowskis Entlassung im September 1992 wurde Eichkorn endgültig Cheftrainer des FC St. Pauli. In der Sommerpause 1994 wurde er nach einem Streit mit Manager Jürgen Wähling entlassen.
Daraufhin wurde Eichkorn Co-Trainer von Ewald Lienen beim MSV Duisburg. Nach Lienens Entlassung im November 1994 wurde er Co-Trainer von Hans Bongartz, mit dem er jedoch nicht den Abstieg aus der Bundesliga verhindern konnte. In der Saison 1995/96 schaffte der MSV Duisburg den direkten Wiederaufstieg in die Bundesliga, allerdings wurde Bongartz kurz vor Saisonende nach einer Serie von acht Spielen ohne Sieg in Folge entlassen, neuer Trainer wurde Friedhelm Funkel. Nach dessen Entlassung im März 2000 wurde Eichkorn Interimstrainer, konnte jedoch den erneuten Abstieg in die 2. Bundesliga nicht verhindern. Zur neuen Saison wurde zunächst Wolfgang Frank neuer Cheftrainer, doch nach dessen Entlassung im Oktober 2000 übernahm Eichkorn den Trainerposten.
Nach dem verpassten Wiederaufstieg verließ Eichkorn den MSV Duisburg und wurde Co-Trainer von Felix Magath beim VfB Stuttgart. Nach dessen Wechsel 2004 zum FC Bayern München folgte er ihm und gewann dort mit den beiden Meisterschaften und Pokalsiegen die ersten Titel in seiner Trainerlaufbahn. Als Magath zur Saison 2007/08 Trainer des VfL Wolfsburg wurde, arbeitete Eichkorn dort erneut als sein Co-Trainer. 2009 wurde er mit dem VfL Wolfsburg Deutscher Meister.
Zur Saison 2009/10 wechselte Eichkorn an der Seite von Felix Magath als Co-Trainer zum FC Schalke 04. Nachdem Magath und Co-Trainer Bernd Hollerbach am 16. März 2011 ihren Dienst quittiert hatten, übernahm Eichkorn zusammen mit den anderen Co-Trainern interimsweise und saß am 20. März 2011 gegen Bayer 04 Leverkusen gemeinsam mit Torwart-Trainer Bernd Dreher auf der Bank. Auch unter dem neuen Cheftrainer Ralf Rangnick blieb Eichkorn Co-Trainer. Nach dessen Rücktritt am 22. September 2011 wurde er wiederum als Interimstrainer eingesetzt, bevor am 27. September Huub Stevens als neuer Cheftrainer vorgestellt wurde. Er wurde anschließend auf eigenen Wunsch wieder Co-Trainer der Lizenzspieler-Abteilung, denn er hatte immer wieder geäußert, dass er als Cheftrainer nicht zur Verfügung stehe.
Anfang Januar 2019 kehrte Eichkorn als Co-Trainer von Domenico Tedesco in den Trainerstab des FC Schalke 04 zurück. Nach der Freistellung Tedescos Mitte März wurde auch Eichkorn von seinen Aufgaben entbunden.

## Tätigkeit als Scout
Nach der Verpflichtung von Peter Hermann als neuem Co-Trainer an der Seite von Jens Keller zur Saison 2013/14 wechselte Eichkorn beim FC Schalke 04 in die Position des Chefscouts. Sein Vertrag datierte zunächst bis zum Jahr 2016. Seit seiner Entlassung als Co-Trainer im März 2019 ist er wieder als Scout für den Verein tätig.

## Werdegang
Eichkorn studierte an der Deutschen Sporthochschule Köln.